# Egon Schiele
Egon Schiele, avstrijski ekspresionistični slikar, * 12. junij 1890, Tulln ob Donavi, † 31. oktober 1918, Dunaj.
Njegovo delo je znano po svoji intenzivnosti in surovi seksualnosti ter po številnih avtoportretih, ki jih je ustvaril umetnik, vključno z golimi avtoportreti. Zavite oblike telesa in ekspresivna linija, ki zaznamujejo Schielejeve slike in risbe, označujejo umetnika kot zgodnjega predstavnika ekspresionizma. Gustav Klimt, figurativni slikar zgodnjega 20. stoletja, je bil Schielejev mentor.

## Življenjepis

### Zgodnje življenje
Schiele se je rodil leta 1890 v Tullnu v Spodnji Avstriji. Njegov oče Adolf Schiele, načelnik postaje Tulln pri Avstrijskih državnih železnicah, se je rodil leta 1851 na Dunaju Nemcu Karlu Ludwigu Schieleju iz Ballenstedta in Aloiziji Schimak; mati Egona Schieleja, Marie, rojena Soukup, se je rodila leta 1861 v Češkem Krumlovu (Krumau) Franzu Soukupu, češkemu očetu iz Mirkovice, in Aloiziji Poferl, nemški bohemski materi iz Češkega Krumlova. Schiele je imel tri sestre, Elviro, Melanio in Gertrudo. Elvira je umrla kot otrok, vzrok smrti pa je bil prirojeni sifilis, podedovan po očetu. Pred rojstvom Schieleja je njegova mati utrpela mrtvorojenost treh sinov.
Po družinskem izročilu je Adolf Schiele zbolel na medenih tednih v Trstu, ko je obiskal bordel, potem ko je njegova nova žena v strahu pred zaužitjem zakona pobegnila iz njune spalnice. Ko je par nekaj dni kasneje spal skupaj, je njen mož prenesel bolezen na svojo ženo. Čeprav je imela Marie komaj 15 let, ko se je zaročila s triindvajset let starejšim Schielejem, je tudi verjetno, da se je on okužil med njuno triletno zaroko.
Kot otrok je bil Schiele očaran nad vlaki in jih je veliko ur risal. Oče je videl, da Schielejeva risba škoduje šolskemu delu njegovega sina, zato je te skicirke uničil.
Znano je, da se je Schiele starejši zanimal za zbiranje mineralov in metuljev, prav tako pa je rad risal. Vendar pa je na Schielejevo družinsko življenje močno vplivala očetova bolezen in ko je sifilis napredoval, ga je pustila v stanju duševne zmede in ga je pogosto spravila v napade besa.
Ko je bil star 11 let, se je Schiele preselil v bližnje mesto Krems (in pozneje v Klosterneuburg), da bi obiskoval srednjo šolo. Tistim okoli njega je Schiele veljal za čudnega otroka. Ker je bil sramežljiv in zadržan, je bil v šoli slab, razen pri atletiki in risanju in je bil običajno v razredih, ki so jih sestavljali mlajši učenci. Pokazal je tudi spolno zanimanje za svojo mlajšo sestro Gertrude (ki je bila znana kot Gerti), njegov oče pa je nekoč vlomil vrata zaklenjene sobe, v kateri sta bila Egon in Gerti, da bi videl, kaj počneta, samo da bi odkril, da razvijata film. Pri šestnajstih je dvanajstletno Gerti brez dovoljenja odpeljal z vlakom v Trst in z njo prenočil v hotelski sobi.

### Akademija za likovno umetnost
Ko je bil Schiele star 14 let, je njegov oče umrl zaradi sifilisa in družina, ki je bila precej premožna, je obubožala. Pred smrtjo je Schielejev oče v napadu norosti zažgal delnice železnice, ki jih je imel v lasti, kar bi pomagalo družinskemu gospodarstvu. Schielejeva starejša sestra Melanie je postala edina hranilka družine, ko so jo zaposlili kot blagajničarko na lokalni železniški postaji.
Schiele in njegova mlajša sestra Gerti sta postala varovanca njegovega strica (po poroki s Schielejevo teto po očetovi strani Marie), Leopolda Czihaczeka, prav tako železniškega uradnika. Čeprav je želel, da bi Schiele sledil njegovim stopinjam, in je bil prizadet zaradi njegovega pomanjkanja zanimanja za akademijo, je prepoznal Schielejev talent za risanje in mu dovolil mentorja, umetnika Ludwiga Karla Straucha. Sčasoma se je stric odpovedal skrbništvu nad Schielejem, ki je postal odvisen od finančne podpore svoje matere, da bi lahko nadaljeval študij umetnosti. Vendar je bila ta podpora odrezana, ker je njegova sestra Melanie nasprotovala stroškom, kar je povzročilo razdor v družini.
Leta 1906 se je Schiele prijavil na Kunstgewerbeschule (Šola za umetnost in obrt) na Dunaju, kjer je nekoč študiral Gustav Klimt. V prvem letu tam so Schieleja na vztrajanje več članov fakultete leta 1906 poslali na bolj tradicionalno Akademie der Bildenden Künste na Dunaj. Njegov glavni učitelj na akademiji je bil Christian Griepenkerl, slikar, čigar stroga doktrina in ultrakonzervativni slog sta Schieleja tako frustrirala in nezadovoljila, da je po treh letih zapustil.

### Klimt in prve razstave
Leta 1907 je Schiele poiskal Gustava Klimta, ki je velikodušno mentoriral mlajše umetnike. Klimt se je še posebej zanimal za mladega Schieleja, kupoval njegove risbe, jih ponujal v zamenjavo za nekaj svojih, mu prirejal modele in ga predstavljal potencialnim mecenom. Schieleju je predstavil tudi Wiener Werkstätte, umetniško-obrtno delavnico, povezano s secesijo. Schielejeva najzgodnejša dela med letoma 1907 in 1909 vsebujejo velike podobnosti s Klimtovimi, pa tudi vplive secesije. Leta 1908 je imel Schiele svojo prvo razstavo v Klosterneuburgu. Schiele je akademijo zapustil leta 1909 po končanem tretjem letniku in z drugimi nezadovoljnimi študenti ustanovil Neukunstgruppe ('Nova umetniška skupina'). V zgodnjih letih je bil Schiele pod močnim vplivom Klimta in Kokoschke. Čeprav so posnemanja njunih slogov, zlasti pri prvem, opazna v Schielejevih prvih delih, je kmalu razvil svoj samosvoj slog.
Klimt je povabil Schieleja, naj razstavi nekaj svojih del na dunajski Kunstschau leta 1909, kjer je med drugim naletel na dela Edvarda Muncha, Jana Tooropa in Vincenta van Gogha. Ko se je osvobodil omejitev akademije, je Schiele začel raziskovati ne le človeško obliko, ampak tudi spolnost. Schielejevo delo je bilo že drzno, a je šlo še drzen korak naprej z vključitvijo Klimtove dekorativne erotike in figurativnih popačenj. Slikal je tudi poklone Van Goghovim Sončnicam ter pokrajine in tihožitja.
Leta 1910 je Schiele začel eksperimentirati z akti in v enem letu se je začel pojavljati dokončen slog s shujšanimi, bolehno obarvanimi figurami, pogosto z močnimi spolnimi prizvoki. Schiele je začel tudi slikati in risati otroke.
Schiele je začel sodelovati na številnih skupinskih razstavah, vključno s tistima Neukunstgruppe v Pragi leta 1910 in Budimpešti leta 1912; Sonderbund, Köln, leta 1912; in več secesijskih predstav v Münchnu, ki se začnejo leta 1911. Leta 1911, pri enaindvajsetih letih, je Schiele spoznal sedemnajstletno Walburgo (Wally) Neuzil, ki je živela z njim na Dunaju in je služila kot model za nekatere njegove najbolj osupljive slike. Pred tem je bila model za Gustava Klimta in je bila morda ena od njegovih ljubic. Schiele in Wally sta želela pobegniti iz klavstrofobičnega dunajskega okolja in sta odšla v mestece Český Krumlov (Krumau) na južnem Češkem. Krumau je bil rojstni kraj Schielejeve matere; danes je tu muzej, posvečen Schieleju. Kljub družinskim povezavam Schieleja v Krumauu so njega in njegovo ljubimko prebivalci pregnali iz mesta, ki močno niso odobravali njunega življenjskega sloga, vključno z njegovim domnevnim zaposlovanjem mestnih najstnic kot modelov. Postopoma je Schielejevo delo postalo bolj kompleksno in tematsko, sčasoma pa se je začel ukvarjati s temami, kot sta smrt in ponovno rojstvo.

### Neulengbach in zapor
Par se je skupaj preselil v Neulengbach, 35 km zahodno od Dunaja, kjer sta iskala navdihujoče okolje in poceni studio za delo. Tako kot v prestolnici so se mladi in najstniki zbirali v Schielejevem novem studiu v Neulengbachu. Schielejev način življenja je vzbudil veliko sovraštva med prebivalci mesta in aprila 1912 je bil aretiran zaradi suma ugrabitve in zapeljevanja 13-letne deklice.
Ko je policija prišla v njegov studio, da bi aretirala Schieleja, je zasegla več kot sto risb, ki so jih imeli za pornografske. Schiele je bil med čakanjem na sojenje zaprt. Ko je bil njegov primer postavljen pred sodnika, so bile obtožbe umaknjene, vendar je bil umetnik spoznan za krivega razstavljanja erotičnih risb na mestu, ki je dostopno otrokom. Na sodišču je sodnik eno od risb (»ki prikazuje zelo mlado dekle, oblečeno le nad pasom«) zažgal nad plamenom sveče. Upoštevali so mu že enaindvajset dni, ki jih je preživel v priporu, in mu izrekli še tri dni zapora. Medtem ko je bil v zaporu, je Schiele ustvaril serijo slik, ki prikazujejo njegovo zaporniško celico.
Leta 1913 je Galerie Hans Goltz v Münchnu pripravila Schielejevo prvo samostojno razstavo. Samostojna razstava njegovih del je bila leta 1914 v Parizu.

### Prva svetovna vojna
Leta 1914 je Schiele zagledal sestri Edith in Adéle Harms, ki sta s starši živeli nasproti njegovega studia v dunajskem okrožju Hietzing, 101 Hietzinger Hauptstraße. Bili so meščanska družina in protestanti po veri; njihov oče je bil ključavničarski mojster. Leta 1915 se je Schiele odločil za poroko z bolj družbeno sprejemljivo Edith, vendar je očitno pričakoval, da bo nadaljeval razmerje z Wally. Vendar, ko je Wally razložil situacijo, ga je takoj zapustila in ga nikoli več ni videla. Ta opustitev ga je pripeljala do slikanja Smrti in Dekle, kjer Wallyjev portret temelji na prejšnjem paru, Schielejev pa je na novo ustvarjen. (Februarja 1915 je Schiele svojemu prijatelju Arthurju Roesslerju napisal sporočilo: »Nameravam se poročiti, prednostno. Ne z Wallyjem.« Kljub nekaj nasprotovanja družine Harms sta se Schiele in Edith poročila 17. junija 1915, na obletnico poroke Schielejevih staršev.
Čeprav se je Schiele skoraj leto dni izogibal vpoklicu, je prva svetovna vojna začela oblikovati njegovo življenje in delo. Tri dni po poroki so Schieleju ukazali, naj se prijavi v aktivno službo v vojski, kjer je bil prvotno nameščen v Pragi. Edith je prišla z njim in ostala v hotelu v mestu, medtem ko je Egon živel v razstavni dvorani s svojimi soborci. Schielejev poveljnik jima je dovolil, da sta se občasno videla.
Med vojno so Schielejeve slike postale večje in podrobnejše. Njegova vojaška služba pa mu je dala omejen čas in večino njegovih izdelkov so sestavljale linearne risbe pokrajin in vojaških častnikov. Približno v tem času je tudi Schiele začel eksperimentirati s temami materinstva in družine. Njegova žena Edith je bila model za večino njegovih ženskih figur, toda med vojno (zaradi okoliščin) je bilo veliko njegovih varuhov moških. Od leta 1915 so Schielejevi ženski akti postali polnejši, a mnogi so bili namerno ilustrirani z brezživim videzom lutke.
Schiele je kljub služenju vojaškega roka še vedno razstavljal v Berlinu. Uspešne nastope je imel tudi v Zürichu, Pragi in Dresdnu. Njegove prve naloge so bile varovanje in spremstvo ruskih ujetnikov. Zaradi šibkega srca in odlične pisave je Schiele na koncu dobil službo uradnika v taborišču za vojne ujetnike blizu mesta Mühling. Tam so mu dovolili risati in slikati zaprte ruske častnike; njegov poveljnik Karl Moser (ki je domneval, da je bil Schiele slikar in dekorater, ko ga je prvič srečal), mu je celo dal zapuščeno shrambo za uporabo kot studio. Ker je bil Schiele odgovoren za zaloge hrane v taborišču, sta lahko on in Edith uživala v hrani, ki presega obroke.[22]
Leta 1917 se je vrnil na Dunaj in se lahko osredotočil na svojo umetniško kariero. Njegovo delo je bilo plodno, odražalo je zrelost umetnika, ki popolnoma obvladuje svoje talente. Povabili so ga k sodelovanju na 49. razstavi secesije, ki je bila leta 1918 na Dunaju. Schiele je za to razstavo sprejel petdeset del, ki so bila razstavljena v glavni dvorani. Za razstavo je oblikoval tudi plakat; spominjala je na zadnjo večerjo, s portretom sebe na mestu Kristusa. Predstava je bila zmagoslaven uspeh. Posledično so se cene za Schielejeve risbe zvišale in prejel je številna naročila za portrete.

### Smrt
Jeseni 1918 je pandemija španske gripe dosegla Dunaj. Edith, ki je bila v šestem mesecu nosečnosti, je zaradi bolezni umrla 28. oktobra. Zelo bolnega in slabotnega Schieleja so premestili iz doma para v hišo njegove tašče. Zaradi strahu pred okužbo so obiskovalci s Schielejem komunicirali od daleč preko ogledala, ki je bilo postavljeno na pragu njegove sobe in salona. Med zadnjimi Schielejevimi obiskovalci sta bili njegova mati Marie in sestra Melanie.
Schiele je umrl le tri dni za svojo ženo. Bil je star 28 let. V treh dneh med njunima smrtima je Schiele narisal nekaj skic Edith.

## Slog
Jane Kallir je Schielejeva dela opisala kot groteskna, erotična, pornografska ali moteča, s poudarkom na seksu, smrti in odkritjih. Osredotočil se je tako na portrete drugih kot sebe. V poznejših letih, ko je še vedno pogosto delal z akti, so bili narejeni bolj realistično. Schiele je že od mladosti risal z manično tekočnostjo.
Umetnostni kritik Martin Gayford je v The Spectatorju zapisal: »On [Schiele] je zelo zgodaj našel svoj značilen slog. Celoten njegov opus je opus mladeniča; večina dela v prvi od dveh sob te gosto zapolnjene majhne razstave je iz leta 1910 do 1911, ko je bil Schiele (1890–1918) star komaj 20 let. To pomaga razložiti nekatere težnje: napol gnusno preokupacijo s spolnostjo in podobno mučno fascinacijo nad preučevanjem svojega golega sebe. Zdi se, da je moške figure v glavnem oblikoval umetnik, čeprav je težko z gotovostjo, saj glava pogosto ni vključena.«
Kallir in učenjak Gerald Izenberg menita, da je Schiele fluiden v spolnosti in spolu. Kallir pravi, da se je Schiele »spopadal s svojimi spolnimi občutki in spolnimi normami« v zgodovinskem obdobju spreminjanja pričakovanj glede spolov, zgodnjega ženskega gibanja in kriminalizacije homoseksualnosti. Nekateri kritiki v 21. stoletju so njegova umetniška dela razumeli kot queer.
Manj znano dejstvo o Schielejevi karieri je, da je med študijem na Šoli za umetnost in obrt na Dunaju raziskoval kiparstvo in ustvaril številne manjše skulpture iz gline in mavca.

## Zapuščina
Schiele je bil predmet biografskega filma Eksces in kazen iz leta 1980 (Egon Schiele – Exzess und Bestrafung), ki izvira iz Nemčije z evropsko igralsko zasedbo, ki raziskuje Schielejeve umetniške demone, ki so pripeljali do njegove zgodnje smrti. Film je režiral Herbert Vesely, v njem pa igrajo Mathieu Carrière kot Schiele, Jane Birkin kot njegova zgodnja umetniška muza Wally Neuzil, Christine Kaufman kot njegova žena Edith Harms in Kristina Van Eyck kot njena sestra Adele Harms. Prav tako leta 1980 je Umetniški svet Velike Britanije produciral dokumentarni film Schiele v zaporu, ki je obravnaval okoliščine Schielejevega zapora in verodostojnost njegovega dnevnika. Leta 2016 je izšel še en biografski film, Egon Schiele: Smrt in deklica (nem. Egon Schiele: Tod und Mädchen).
Roman Arogance Joanne Scott iz leta 1990 temelji na Schielejevem življenju in ga postavlja v glavno osebo. Njegovo življenje je bilo prikazano tudi v gledališki plesni produkciji Stephana Mazureka z naslovom Egon Schiele, predstavljeni maja 1995, za katero je Rachel's, ameriška post-rock skupina, komponirala partituro z naslovom Glasba za Egona Schieleja. Za podjetje za sodobni ples The Featherstonehaughs je Lea Anderson leta 1997 koreografirala The Featherstonehaughs Draw On The Sketchbooks Of Egon Schiele. Glen Hansard, pevec irske skupine The Frames, je (o pisanju pesmi Santa Maria) rekel: »...S Santa Mario sem poskušal napisati pesem o Egonu Schieleju ter o njem in njegovem dekletu, medtem ko sta oba umirala zaradi španske gripe...«.
Roman The Flames (Doubleday, 2022) britanske avtorice Sophie Haydock združuje dejstva in fikcijo, da pripoveduje zgodbo o štirih Schielejevih najpomembnejših muzah. The Times je knjigo razglasil za enega najboljših zgodovinskih leposlovnih romanov leta 2022. Italijanski prevod Le Fiamme (Salani, 2023)[38] je leta 2024 prejel nagrado Premio Letterario Edoarda Kihlgrena za prvenec.
Schielejevo življenje in delo sta bila tudi predmet esejev, vključno z razpravo o njegovih delih modnega fotografa Richarda Avedona v eseju o portretiranju z naslovom Izposojeni psi. Mario Vargas Llosa uporablja delo Schieleja kot kanal za zapeljevanje in moralno izkoriščanje glavnega junaka v svojem romanu iz leta 1997 Beležnice dona Rigoberta.] Film Wesa Andersona The Grand Budapest Hotel prikazuje sliko Richa Pellegrina, oblikovano po Schielejevem slogu, ki v okviru kraje nadomesti tako imenovano flamsko/renesančno mojstrovino, a jo nato uniči jezni lastnik, ko odkrije prevaro. Naslovnico albuma Lodger Davida Bowieja iz leta 1979 navdihujejo Schielejevi avtoportreti in podoba Schieleja se pojavi na naslovnici singla iz leta 2013 The Stars (Are Out Tonight).
Julia Jordan je svojo igro Tatjana v barvah iz leta 1999, ki je bila producirana zunaj Broadwaya pri The Culture Project jeseni 2003, zasnovala na fikcionalizaciji odnosa med Schielejem in 12-letno Tatjano von Mossig, deklico iz Neulengbacha, katere morale je bil nazadnje obsojen, da je pokvaril, ker ji je dovolil videti njegove slike. Uvodna poglavja romana Guya Mankowskega An Honest Deceit iz leta 2017 naj bi bila pod močnim vplivom Schielejevih slik; zlasti njegove upodobitve njegove sestre Gertrude.

## Avtoportreti
- Avtoportret s črtasto srajco, 1910, Leopold Museum, Dunaj
- Avtoportret, 1910, muzej Thyssen-Bornemisza, Madrid
- Avtoportret z grimaso, 1910
- Avtoportret s črno glineno posodo, 1911
- Avtoportret s spuščeno glavo, 1912 Leopold Museum, Dunaj
- Vzdržal bom za umetnost in za srečo svojega ljubimca. Avtoportret Schieleja v zaporu, 1912
- Zaljubljenca – avtoportret z Wally, c. 1914 – 1915
- Avtoportret, 1914
- Avtoportret, 1915
- Avtoportret, ki prikazuje masturbacijo, 1911

## Figurativna dela
- Dekle s črnimi lasmi, 1910
- Ležeči gol, 1910
- Akt z rdečimi podvezami, 1911
- Polgola ležeča 1911
- Walburga Neuzil v črnih nogavicah, 1913
- Prijateljstvo, 1913
- Sedeča ženska akta s podprtimi komolci, 1914
- Frederike Beer, 1914
- Blondinka v zelenih nogavicah, 1914
- Zelene nogavice, 1914
- Dve ženski
- Mati z dvema otrokoma II, 1915 Leopold Museum
- Otroci
- Par v objemu, 1917
- Ležeča ženska, 1917 Leopold Museum
- Klečeče dekle, naslonjeno na oba komolca 1917 Leopold Museum
- Sedeča ženska s pokrčenimi koleni, 1917, National Gallery Prague
- Sedeče dekle, 1917
- Akt, 1917
- Družina, 1918, Österreichische Galerie Belvedere, Vienna
- Plesalka (Die Tänzerin), 1913

## Krajine
- Mestece III, 1912–1913, pogled na Krumau na muzeju Moldau Leopold, Dunaj
- Mesto somraka, 1913, zasebna zbirka
- Kamen na Donavi II, 1913, Neue Galerie, New York
- Most (Die Brücke), 1913, zasebna zbirka
- Hiše na reki (Häuser am Fluss), 1914, Thyssen-Bornemisza Museum, Madrid
- House with Shingle Roof (Old House II), 1915 Leopold Museum, Dunaj
- Stari mlin (Alte Mühle), 1916
- Štiri drevesa (Vier Bäume), 1917, Österreichische Galerie Belvedere, Dunaj